# Elezioni legislative in Francia del 1846
Le elezioni legislative in Francia del 1846 per eleggere i 458 deputati della Camera dei deputati si sono tenute il 1º agosto. Furono le ultime elezioni tenutesi durante la monarchia di luglio.
Ancora una volta, la maggioranza degli elettori promosse l'azione del governo del Maresciallo Soult che, in accordo con il capo del governo de facto François Guizot, si impegnò a mantenere l'ordine politico esistente contro le crescenti richieste, sia fuori che dentro il Parlamento, di estendere il suffragio. La sordità dell'esecutivo ed i suoi tentativi di imbavagliare l'opposizione portò nel 1847 alla cosiddetta "campagna dei banchetti", il cui impedimento da parte di Guizot portò nel febbraio 1848 alla seconda rivoluzione, che nell'arco di pochi giorni depose la monarchia di Luigi Filippo in favore della Seconda repubblica francese.

## Risultati
| Partito                           | Partito                   | Voti    | % (Seggi) | Seggi |
| --------------------------------- | ------------------------- | ------- | --------- | ----- |
|                                   | Maggioranza conservatrice | 155.718 | 63,3      | 290   |
|                                   | Opposizione progressista  | 90.282  | 36,7      | 168   |
| Totale                            | Totale                    | 246.000 | 100       | 458   |
| Dati: Élections législatives 1846 |                           |         |           |       |